# Szászvár
Szászvár – wieś i gmina w południowo-zachodniej części Węgier, w pobliżu miasta Komló. Gmina zajmuje powierzchnię 21,17 km², a zamieszkuje ją 2350 osób (styczeń 2011).

## Położenie
Miejscowość leży na obszarze niewysokiego pasma górskiego Mecsek. Administracyjnie należy do powiatu Komló (jest jedną z 19 jego gmin), wchodzącego w skład komitatu Baranya. Gmina Szászvár składa się z samej wsi Szászvár i pewnej liczby nienazwanych, wchodzących w jej skład przysiółków oraz pojedynczych domów.